# Saint-Marc (Cantal)
Saint-Marc is een plaats en voormalige gemeente in het Franse departement Cantal in de regio Auvergne-Rhône-Alpes en telt 83 inwoners (1999).
Op 1 januari 2016 fuseerde Saint-Marc de gemeenten Faverolles, Loubaresse en Saint-Just tot de huidige gemeente Val-d'Arcomie. Deze gemeente maakt deel uit van het arrondissement Saint-Flour.

## Geografie
De oppervlakte van Saint-Marc bedraagt 8,78 km², de bevolkingsdichtheid is dus 9,5 inwoners per km².
De onderstaande kaart toont de ligging van Saint-Marc (Cantal) met de belangrijkste infrastructuur en aangrenzende gemeenten.

## Demografie
Onderstaande figuur toont het verloop van het inwonertal.
Vanwege een beveiligingsprobleem met de MediaWiki Graph-software is het momenteel niet mogelijk deze grafiek weer te geven. Zodra de software is bijgewerkt zal de grafiek vanzelf weer zichtbaar worden.
Faverolles · Loubaresse · Saint-Just · Saint-Marc
Faverolles · Loubaresse · Saint-Just · Saint-Marc